# Lisa Boyle
Lisa Boyle (n. 6 august 1968, Chicago, Illinois) este o actriță și fotomodel american. În unele filme a purtat pseudonimul "Cassandra Leigh".

## Date biografice
Boyle are strămoși lituanieni, plolonezi și irlandezi. Ca și copil era interesată de gimnastică, muzică și dans. Deja în Highschool a început să câștige bani ca model. După terminarea școlii "Steinmetz High School" din Chicago, a început în 1986 cariera de actriță cu filmul "Earth Girls Are Easy", urmat de filmele "Married with Children" și serialul "Kelly". Ca model playboy a început să pozeze din anul 1995.

## Apariția ei în revista playboy
- Playboy's Girls of Summer Iunie 1993 - pag. 73.
- Playboy's Book of Lingerie Vol. 42 martie 1995 - Cover.
- Playboy's Girls of Summer July 1995 - pag.n 70-71.
- Playboy's Book of Lingerie Vol. 47 ianuarie 1996 - Cover.
- Playboy's Sexy Swimsuits Februar 1996 - pag.n 35-37, 68, 70-71, 80, 82-83, 92-93.
- Playboy's Book of Lingerie Vol. 53 ianuarie 1997 - Cover.
- Playboy's Book of Lingerie Vol. 54 martie 1997 - Cover.
- Playboy's Book of Lingerie Vol. 58 noiembrie 1997 - Michael Bisco, pag.n 16-21.
- Playboy's Book of Lingerie Vol. 59 ianuarie 1998 - Mizuno, pag.n 10-13.
- Playboy's Book of Lingerie Vol. 60 martie 1998 - pag.n 16-17.
- Playboy's Book of Lingerie Vol. 62 iulie 1998 - pag.n 76-77.
- Playboy's Girlfriends Iulie 1998 - pag.n 56-57, 64-65, 88-91.
- Playboy's Book of Lingerie Vol. 65 ianuarie 1999 - pag.n 82-83.
- Playboy's Book of Lingerie Vol. 74 iulie 2000 - pag.n 14-15.
- Playboy's Book of Lingerie Vol. 77 ianuarie 2001 - pag.n 12-17.

## Filmografie
- 1988 - Earth Girls Are Easy
- 1993 - „Basic Values: Sex, Shock & Censorship in the 90´s“ (serial)
- 1993 - Midnight Witness
- 1993 - Road to Revenge
- 1993 - Eine schrecklich nette Familie
- 1994 - Concealed Weapon
- 1994 - Midnight Tease
- 1994 - On The Edge
- 1994 - Terminal Vojaye
- 1995 - Showgirls
- 1995 - I Like Too Play Games
- 1995 - Opfer der Lust
- 1995 - Red Shoe Diaries 5: Weekend Pass
- 1995 - Friend of the Family
- 1995 - Bad Boys – Harte Jungs
- 1995 - Caged Heat 3000
- 1995 - Criminal Hearts
- 1995 - Guns and Lipstick
- 1995 - Baywatch
- 1995 - When the Bullets Hits the Bone
- 1996 - The Nutty Professor
- 1996 - Alien Terminator
- 1996 - Daytona Beach
- 1996 - Dreammaster: The Erotic Invader
- 1997 - Leaving Scars
- 1997 - Face/Off - Im Körper des Feindes
- 1997 - Intimate Deception
- 1997 - Lost Highway
- 1997 - The Night that Never Happened
- 1997 - Time Hunters
- 1998 - Sheer Passion
- 1999 - Let the Devil Wear Black
- 1999 - "The Phantom Eye" (serial)
- 1999 - The Last Marshall
- 2001 - Pray for Power
- 2001 - Lucky Numbers